# Eriocnemis cupreoventris
Eriocnemis cupreoventris е вид птица от семейство Колиброви (Trochilidae). Видът е почти застрашен от изчезване.

## Разпространение
Видът е разпространен във Венецуела и Колумбия.